# École de Resìna
L'école de Resìna ((it) Scuola di Resìna) est une communauté de peintres italiens qui se constitua à partir des années 1860 dans la région de Naples, dans la lignée du vérisme et en marge du courant des Macchiaioli.

## Histoire

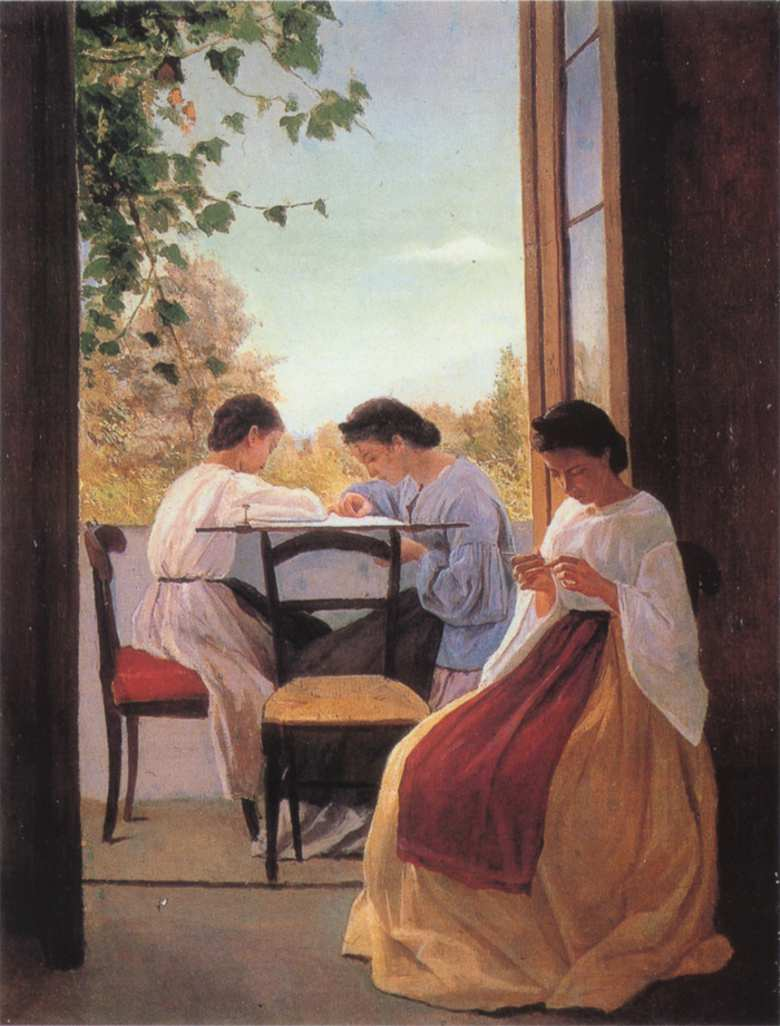
Adriano Cecioni, Le Ricamatrici, 1866.

Resìna est l'ancien nom de Herculanum : c'est là, entre Portici et Naples, que vont commencer à se retrouver des peintres à partir de 1863 et jusqu'en 1867. Le premier à s'y rendre est Adriano Cecioni. Avec le départ de Giuseppe De Nittis en 1867 pour Paris, le mouvement s'étiole,.
Cette communauté d'artistes s'était proposée une sorte de programme ouvertement anti-universitaire, orienté vers l'étude de la vérité, le caractère immédiat de l'impression, assez proche au fond des Macchiaioli. Au cours des cinq années, De Nittis, charismatique et fédérateur, et qui avait été renvoyé de l'école des beaux-arts de Naples, exécuta une série de paysages immergés dans une lumière claire et nette ; le même système que l'on retrouve dans les travaux de Marco De Gregorio, plus orienté vers la représentation du paysage urbain. Outre Cecioni, De Nittis et De Gregorio, les autres membres généralement inclus dans le noyau de cette « école » sont Federigo Rossano (en), Nicola Palizzi, Francesco "Lord" Mancini et Antonio Leto. L'« école de Resìna » — qui se constitua en définitive en réaction à l'environnement artistique napolitain jugé académique et dominé par Filippo Palizzi et Domenico Morelli — avait pour objectif d’abolir le dessin préparatoire, afin d'accepter subjectivement les impressions, nées de l'observation de la nature, en plein air ; elle produisit une peinture essentiellement tonale.
Selon le critique Diego Martelli, « Cecioni s'est lié avec Marco De Gregorio, Giuseppe De Nittis et Federico Rossano, et a formé avec eux une camaraderie d'artistes radicaux, ne reconnaissant aucune autorité, méprisant tout ce qui pourrait leur apporter le bien-être, sans concessions faites à la mode, ravies des satisfactions intimes que de vrais artistes, en communion d'idées, obtiennent d'une observation attentive de la nature, fantasmant quotidiennement et continuellement sur tous les effets et sur toutes les formes de l'alternance continue des images de la vie ».
Au bout de quelques mois, la plupart des peintres allèrent s'installer dans des chambres au palais royal de Portici et par dérision et provocation, Domenico Morelli baptisa cette communauté la Reppublica di Portici.

## Autres artistes proches
Rejoignent tardivement ou passent par le village de Resìna ou le palais de Portici :
- Alceste Campriani
- Giovanni Fattori
- Edoardo Matania
- Giovanni Ponticelli